# Kanton Saint-Clar
Saint-Clar is een voormalig kanton van het Franse departement Gers. Het kanton maakte deel uit van het arrondissement Condom. Het werd opgeheven bij decreet van 26 februari 2014, met uitwerking op 22 maart 2015. De gemeenten werden opgenomen in het nieuwe kanton Fleurance-Lomagne met uitzondering van L'Isle-Bouzon dat werd opgenomen in het nieuwe kanton Lectoure-Lomagne.

## Gemeenten
Het kanton Saint-Clar omvatte de volgende gemeenten:
- Avezan
- Bivès
- Cadeilhan
- Castéron
- Estramiac
- Gaudonville
- L'Isle-Bouzon
- Magnas
- Mauroux
- Pessoulens
- Saint-Clar (hoofdplaats)
- Saint-Créac
- Saint-Léonard
- Tournecoupe